# Atherospermataceae
Atherospermataceae là một họ thực vật hạt kín, bao gồm khoảng 12-16 loài cây gỗ hay cây bụi có lá rộng thường xanh, phân bố trong 6-7 chi. Họ này là bản địa của Nam bán cầu, với khoảng 2 loài bản địa của miền nam Chile và các loài còn lại là bản địa Australasia. Gỗ của các loài cây trong họ này thường được thu hoạch để sản xuất đồ gỗ thương phẩm.

## Các loài
- Chi Atherosperma
  - Atherosperma moschatum (Tasmania, Victoria, New South Wales)
- Chi Daphnandra
  - Daphnandra apatela (Queensland, New South Wales)
  - Daphnandra micrantha (New South Wales)
  - Daphnandra johnsonii (Illawarra Socketwood, New South Wales)
  - Daphnandra repandula (Queensland)
  - Daphnandra tenuipes (New South Wales)
- Chi Doryphora
  - Doryphora aromatica (đông bắc Queensland)
  - Doryphora sassafras (Queensland và New South Wales)
- Chi Dryadodaphne
  - Dryadodaphne crassa (New Guinea)
  - Dryadodaphne novoguineensis (New Guinea)
  - Dryadodaphne trachyphloia (Queensland)
- Chi Laurelia
  - Laurelia novae-zelandiae (New Zealand)
  - Laurelia sempervirens (nam Chile)
- Chi Laureliopsis
  - Laureliopsis philippiana (nam Chile và Argentina)
- Chi Nemuaron
  - Nemuaron vieillardii (New Caledonia)